# Colchester Castle
Colchester Castle är ett slott i Storbritannien.   Det ligger i grevskapet Essex och riksdelen England, i den sydöstra delen av landet, 80 km nordost om huvudstaden London. Colchester Castle ligger 29 meter över havet.
Terrängen runt Colchester Castle är platt. Runt Colchester Castle är det tätbefolkat, med 459 invånare per kvadratkilometer. Närmaste större samhälle är Colchester, 0,20 km sydost om Colchester Castle. Trakten runt Colchester Castle består till största delen av jordbruksmark.